# VVER
VVER (rusko Водо-водяной энергетический реактор – Vodo-Vodjanoj Energetičeski Reaktor) je serija tlačnovodnih reaktorjev, ki so jih razvili v Sovjetski zvezi, po razpadu le-te pa jih je prevzela Rusija. Električna moč reaktorjev je do 300 MWe pa do 1700 MWe Reaktorje VVER uporabljajo v Armeniji, Bolgariji, na Češkem, Finskem, Madžarskem, v Indiji, Iranu, na Slovaškem, v Ukrajini in Rusiji.
Prvi reaktorji VVER so bili zgrajeni v 1960ih. Najbolj pogost je bil VVER-440 Model V230 z močjo 440 MWe. Imel je šest hladilnih ciklov. Pozneje so razvili izboljšan in varnejši Model V213.
Večji VVER-1000 je bil razvit po letu 1975, imel je štiri hladilne cikle. Na podlagi tega reaktorja so razvili močnejšo verzijo VVER-1200 z močjo 1200 MWe in dodatnimi varnostnimi ukrepi. Ta verzija je na voljo za naročilo.
Življenjska doba reaktorjev je bil sprva 35 let, z remontom je možna podaljšava za dodatnih 15 let.
Leta 2012 je Rosatom izjavil, da nameravajo certificirati reaktor v skladu z britanskimi in ameriškimi predpisi, kar bo olajšalo prodajo na tujih trgih.
Razlike VVER od konvencionalnih tlačnovodnih reaktorjev:
- Horizontalni uparjalniki
- Gorivni elementi v obliki šestkotnika
- Drugačna tlačna posoda

Gorivo je nizkoobogateni uran z 2,4–4,4 % (235U). Gorivni elementi (palice) so potopljeni v vodo, ki je pod tlakom 15 MPa (150 barov) - tako ne pride do vretja pri delovni temperaturi reaktorja, ki je v razponu 200–300+ °C. Voda deluje kot hladilno sredstvo in tudi kot moderator.